# Robert Buckner
Robert Buckner (Crewe, 28 de mayo de 1906 - San Miguel de Allende, 18 de agosto de 1989) fue un guionista, productor y cuentista estadounidense.

## Biografía
Buckner estudió en la Universidad de Virginia y la Universidad de Edimburgo. Comenzó su carrera como escritor profesional a los 20 años, como corresponsal en Londres para el New York World. 
Escribió una obra de teatro An Affair of the State. Escribió las novelas Sigrid y Sergeant (1959), Tigeer By the Tail (1960) y Starfire (1960). Entre sus cuentos estaban El hombre que ganó la gran guerra.

### Como guionista
Bucker se unió a Warner Bros como escritor. Su primer crédito fue Gold Is Where You Find It (1938). Hizo un trabajo no acreditado en Jezabel (1938) y escribió Love, Honor and Behave (1938), Comet Over Broadway (1939), The Oklahoma Kid (1939) y You Can't Get Away with Murder (1939).
Bucker tuvo un gran éxito con Dodge City (1939) protagonizada por Errol Flynn, basada en su guion original. Fue acreditado en Angels Wash Their Faces (1939), y Espionage Agent (1939) se basó en su historia.
Bucker escribió un seguimiento de Dodge City, Virginia City (1940) con Flynn, y trabajó en el guion de My Love Came Back (1940). Bucker recibió elogios por una película biográfica, Knute Rockne All American (1940). Hizo un tercer western para Flynn, Santa Fe Trail (1940) y lo pusieron en una película de guerra para Flynn, Dive Bomber (1941).
Bucker tuvo un gran éxito con su guion de Yankee Doodle Dandy (1942), una película biográfica de George M. Cohan. Esto resultó en que Bucker fuera ascendido a productor en Warners.

### Como productor
La primera película de Buckner como productor fue Gentleman Jim (1943), una película biográfica de Jim Corbett protagonizada por Flynn. Produjo Mission to Moscow (1943), una película biográfica de Joseph E Davies y escribió y produjo The Desert Song (1943).
Bucker hizo otra película con Flynn, Uncertain Glory (1944). Hizo God Is My Co-Pilot (1945) y escribió y produjo Confidential Agent (1945) con Charles Boyer. Buckner produjo un popular western con Flynn, San Antonio (1945). Hizo una película biográfica de la familia Brontë, Devotion (1946), e hizo un drama criminal, Nobody Lives Forever (1946).
Buckner produjo un western, Cheyenne (1947), y la adaptación cinematográfica del prestigioso éxito teatral Life with Father (1947).
En junio de 1947, Buckner dejó Warner Bros por Universal Pictures.

### Universal
La primera película de Buckner en Universal fue Rogues 'Regiment (1948), que escribió y produjo, a partir de una historia de Buckner y el director Robert Florey .
Continuó escribiendo y produciendo Sword in the Desert (1948), basada en una vieja historia de Buckner que había convertido en una novela llamada Night Watch . Ayudó a convertir a Jeff Chandler en una estrella.
Escribió y produjo Free for All (1949), Deported (1950), filmado en Italia con Chandler y Bright Victory (1951).

### Escritor independiente
Buckner proporcionó la historia para When in Rome (1952) y The Man Behind the Gun (1953). Se fue a Inglaterra para escribir To Paris with Love (1955), House of Secrets (1956) y dos para Warwick Films, A Prize of Gold (1956) y Safari (1956).
Buckner comenzó a escribir para televisión, adaptandoTwentieth Century y A Bell for Adano para Ford Star Jubilee.

### 20th Century Fox
De vuelta en Hollywood, Buckner escribió Love Me Tender (1956) en 20th Century Fox, una película mejor recordada como la primera película de Elvis Presley. En 1957 escribió Sigrid y el sargento, su primera prosa en casi veinte años. Al año siguiente escribió y produjo From Hell to Texas (1958) dirigida por Henry Hathaway en Fox.
También para Fox, Bucker creó una serie de televisión Hong Kong (1960-1961) protagonizada por Rod Taylor. Solo duró una temporada, Bucker produjo el piloto para un seguimiento, Dateline: San Francisco, pero no resultó en una serie regular.
En Disney proporcionó la historia para Moon Pilot (1962).
Buckner pasó a escribir episodios de The Rogues, Burke's Law, The Wackiest Ship in the Army, The Name of the Game y Bonanza. También escribió los largometrajes Return of the Gunfighter (1967).

### Vida posterior
Sus últimos años los vivió en San Miguel de Allende, México. Fue un artista y líder reconocido en la comunidad artística allí. Murió y fue enterrado en San Miguel en 1989.
Le sobrevive su hijo Robert Buckner Jr.

## Premios y distinciones
Premios Óscar
| Año  | Categoría       | Película     | Resultado |
| ---- | --------------- | ------------ | --------- |
| 1943 | Mejor argumento | Yanqui Dandy | Nominado  |